# الطاقة الكهرومائية في الصين

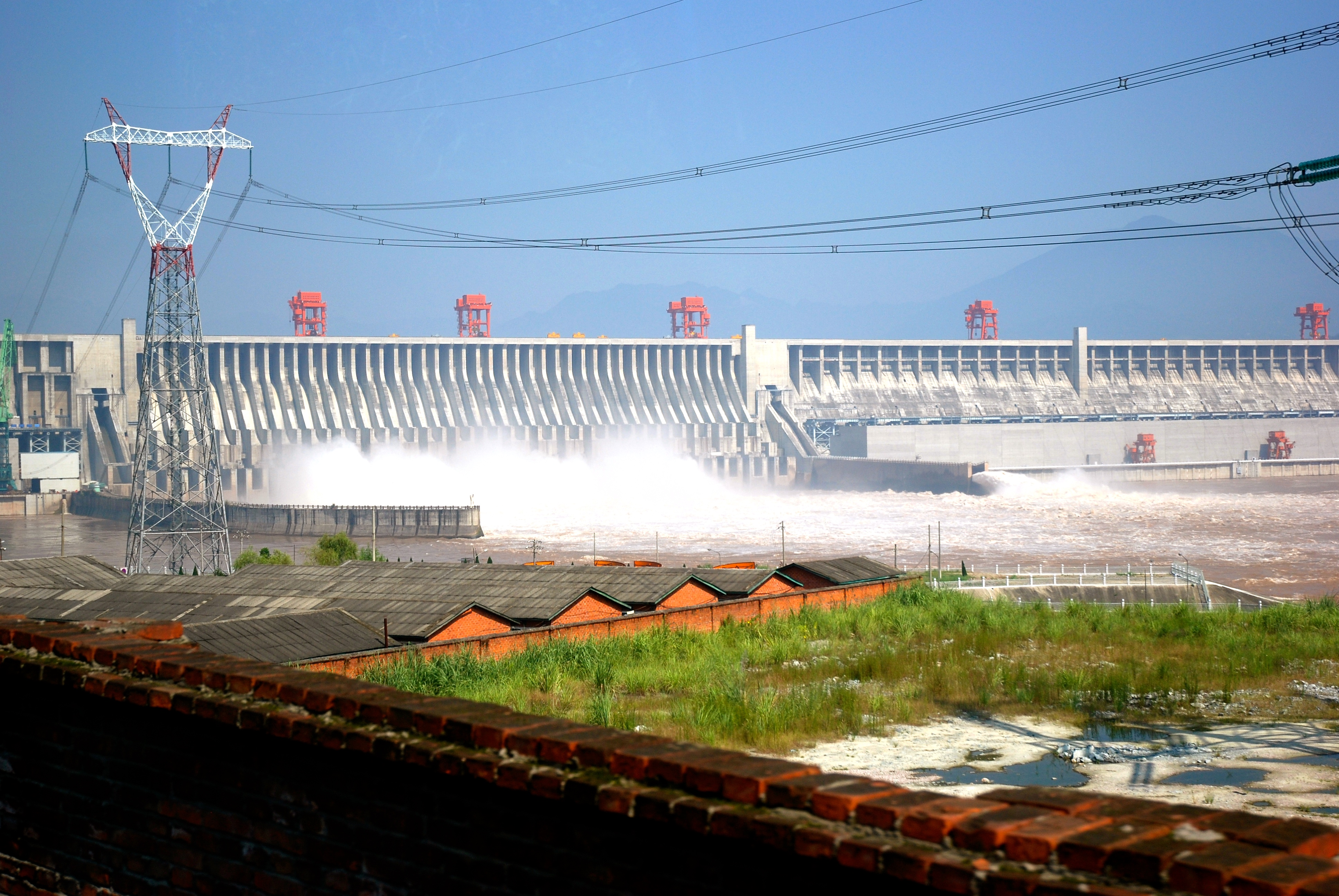
سد الممرات الثلاثة هو أكبر محطة كهرباء (من أي نوع) في العالم من حيث السعة المركبة، حيث تبلغ طاقته الإنتاجية 22.5 جيجاوات.

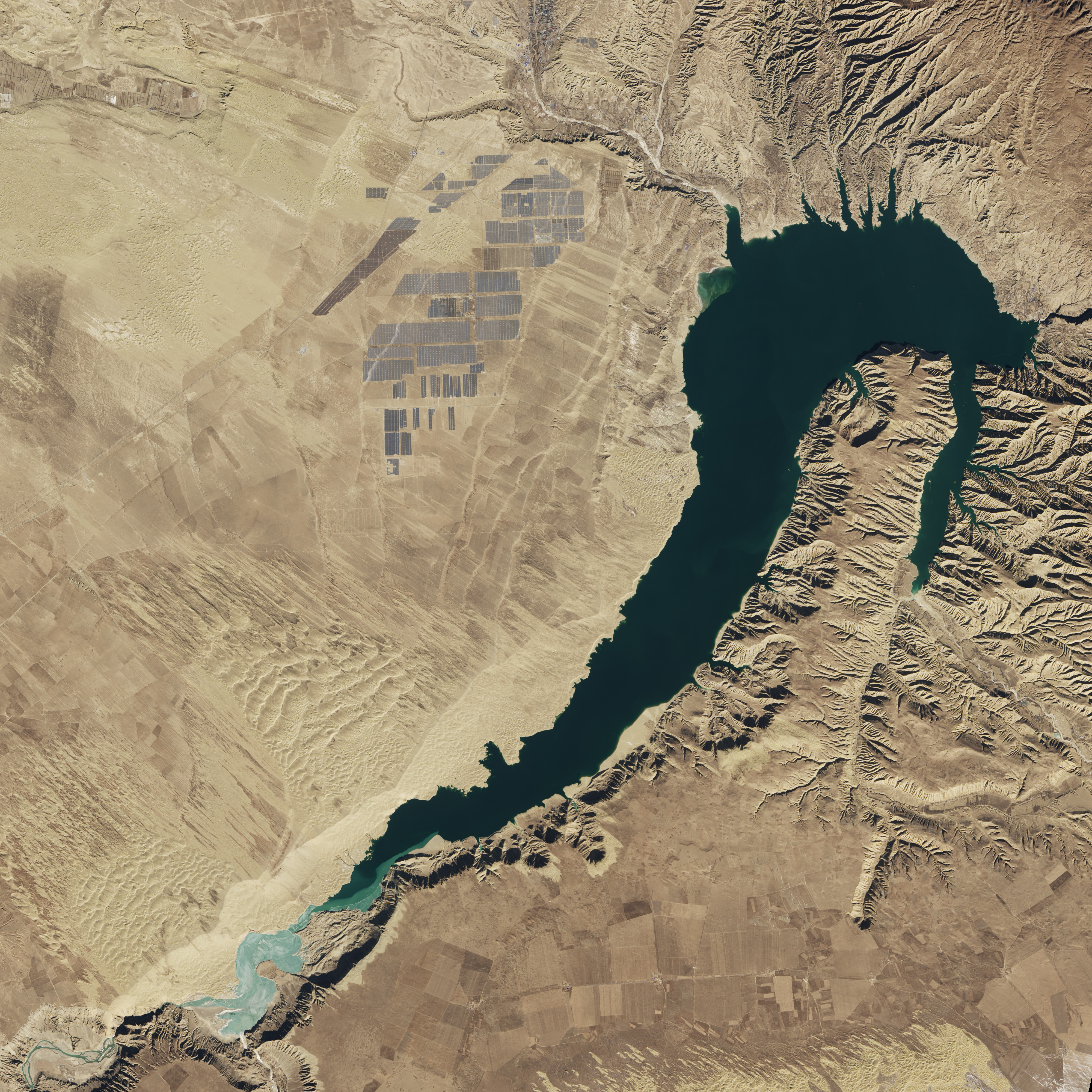
صورة القمر الصناعي لخزان سد لانگیانگشیا ومركز الطاقة الشمسية.

تعد الطاقة الكهرمائية حاليًا أكبر مصدر للطاقة المتجددة في الصين والثاني بشكل عام بعد الفحم. كانت السعة الكهرمائية المركبة في الصين في عام 2015 تبلغ 356 جيغاواط، ارتفاعًا من 172 جيجاواط في عام 2009، بما في ذلك 23 جيجاواط من سعة تخزين الطاقة الكهرمائية. وفقًا لرابطة الطاقة الكهرمائية الدولية، تعد الصين أكبر منتج للطاقة الكهرمائية في العالم في عام 2021. في عام 2018، أنتجت الطاقة الكهرمائية 1،232 تيراواط ساعة من الطاقة، وهو ما يمثل حوالي 18٪ من إجمالي توليد الكهرباء في الصين.
نظرًا لعدم كفاية احتياطيات الصين من الوقود الأحفوري وتفضيل الحكومة لاستقلال الطاقة، تلعب الطاقة الكهرمائية دورًا كبيرًا في سياسة الطاقة في البلاد. تقدر قدرة الصين المحتملة من الطاقة الكهرمائية بما يصل إلى 400 جيجاوات. لذلك هناك إمكانية كبيرة لمزيد من التطوير الكهرمائي.
تتمتع محطات الطاقة الكهرمائية في الصين بإنتاجية منخفضة نسبيًا، بمتوسط عامل قدرة يبلغ 31٪، وهي نتيجة محتملة للبناء المتسارع  والتغير الموسمي لهطول الأمطار. علاوة على ذلك، يُفقد قدر كبير من الطاقة بسبب الحاجة إلى خطوط نقل طويلة لربط المحطات البعيدة بالمكان الذي يتركز فيه الطلب.

على الرغم من أن الطاقة الكهرمائية تمثل أكبر مصدر للطاقة المتجددة ومنخفضة انبعاثات غازات الاحتباس الحراري في البلاد، إلا أن التأثير الاجتماعي والبيئي لبناء السدود في الصين كان كبيرًا، حيث أجبر ملايين الأشخاص على الانتقال وألحقوا أضرارًا كبيرة بالبيئة.

سد الممرات الثلاثة مقارنة بجميع إنتاج الطاقة الكهرمائية في الصين

## أكبر محطات توليد الطاقة الكهرمائية
| اسم                | اسم صيني | نهر          | سنة الانتهاء | مُتوقع ترتيب (ميغاواط ) | مُتوقع إنتاج (تيراواط ساعة ) | المنطقة المغمورة بالمياه (كيلومتر مربع) | موقع | إحداثيات |
| ------------------ | -------- | ------------ | ------------ | ---------------------- | --------------------------- | --------------------------------------- | ---- | -------- |
| سد الممرات الثلاثة |          | يانغتسي      | 2008         | 22,500                 | 98.8                        | 1,084                                   |      |          |
| Baihetan Dam       |          | Jinsha       | 2022         | 16,000                 | 60.24                       |                                         |      |          |
| Xiluodu            |          | Jinsha       | 2014         | 13,860                 | 55.2                        |                                         |      |          |
| Xiangjiaba         |          | Jinsha       | 2014         | 7,750                  | 30.7                        | 95.6                                    |      |          |
| Longtan            |          | Hongshui     | 2007/2009    | 6,426                  | 18.7                        |                                         |      |          |
| Nuozhadu           |          | نهر ميكونغ   | 2014         | 5,850                  | 23.9                        | 320                                     |      |          |
| Jinping-II         |          | Yalong       | 2014         | 4,800                  |                             |                                         |      |          |
| Laxiwa             |          | النهر الأصفر | 2010         | 4,200                  | 10.2                        |                                         |      |          |
| Xiaowan            |          | نهر ميكونغ   | 2010         | 4,200                  | 19                          | 190                                     |      |          |
| Jinping-I          |          | Yalong       | 2014         | 3,600                  | 17                          | 82.5                                    |      |          |
| Ertan Dam          |          | Yalong       | 1999         | 3,300                  | 17                          | 101                                     |      |          |
| Pubugou Dam        |          | Dadu         | 2009/2010    | 3,300                  | 14.6                        |                                         |      |          |
| Goupitan Dam       |          | Wu           | 2009/2011    | 3,000                  | 9.67                        | 94                                      |      |          |
| Guanyinyan Dam     |          | Jinsha       | 2014/2016    | 3,000                  | 13.62                       |                                         |      |          |
| Gezhouba Dam       |          | Yangtze      | 1988         | 2,715                  | 17.01                       |                                         |      |          |
| Jinanqiao Dam      |          | Jinsha       | 2010         | 2,400                  |                             |                                         |      |          |
| Liyuan Dam         |          | Jinsha       | 2014/2015    | 2,400                  |                             |                                         |      |          |
| Guandi Dam         |          | Yalong       | 2013         | 2,400                  |                             |                                         |      |          |

### توليد الطاقة الكهرمائية تحت التشيد
| اسم         | اسم صيني                | نهر   | يتوقع الانتهاء | مُتوقع ترتيب (ميغاواط ) | مُتوقع إنتاج (تيراواط ساعة ) | منطقة غمرت المياه (كيلومتر مربع) | موقع | إحداثيات |
| ----------- | ----------------------- | ----- | -------------- | ---------------------- | --------------------------- | -------------------------------- | ---- | -------- |
| سد Wudongde | 乌 东德 水电站          | جينشا | ديسمبر 2021    | 10200                  |                             |                                  |      |          |
| Fengning PS | 丰宁 抽水 蓄能 电站     |       |                | 3600                   |                             |                                  |      |          |
| هونغبينغ PS | 洪 屏 抽水 蓄能 电站    |       |                | 2400                   |                             |                                  |      |          |
| Huanggou PS | 荒沟 抽水 蓄能 电站     |       |                | 1200                   |                             |                                  |      |          |
| هوهوت PS    | 呼和浩特 抽水 蓄能 电站 |       |                | 1200                   |                             |                                  |      |          |
| بانلونج PS  | 蟠龙 抽水 蓄能 电站     |       |                | 1200                   |                             |                                  |      |          |
| Shenzen PS  | 深圳 抽水 蓄能 电站     |       |                | 1200                   |                             |                                  |      |          |
| تيانشي PS   | 天池 抽水 蓄能 电站     |       |                | 1200                   |                             |                                  |      |          |
| Wendeng PS  | 文 登 抽水 蓄能 电站    |       |                | 1800                   |                             |                                  |      |          |

## تاريخ
محطة شيلونجبا للطاقة الكهرمائية هي أول محطة للطاقة الكهرمائية في الصين. بُني في مقاطعة يوننان عام 1912، بسعة 240 كيلوواط. بسبب الفترة اللاحقة من عدم الاستقرار السياسي والاجتماعي، أُحرز تقدم إضافي ضئيل في البنية التحتية للطاقة في البلاد في ذلك الوقت. كان إجمالي السعة المركبة قبل الاحتلال الياباني حوالي 10 ميجاوات فقط. خلال الاحتلال الياباني، بُني العديد من مشاريع الطاقة الكهرمائية على نطاق واسع، وبلغت السعة الإجمالية 900 ميجاوات. عانت البنية التحتية للطاقة من أضرار جسيمة خلال الحرب العالمية الثانية، وكانت القدرة التشغيلية بعد الحرب حوالي 580 ميجاوات فقط.
بعد الثورة الشيوعية الصينية عام 1949، بدأ برنامج لبناء السدود. ومع ذلك، فقد بُنيت معظم هذه السدود للري ولم يكن الغرض منها إنتاج الكهرباء. علاوة على ذلك، نُفذ البناء في الغالب من قبل الفلاحين غير المهرة. خلال هذه الفترة، أدى الإمداد المستمر للفحم المحلي الرخيص إلى إعاقة تطوير الطاقة الكهرمائية. نمت القدرة الكهرمائية المركبة إلى حد ما بعد الستينيات، مع تزايد حجم النباتات وتعقيدها [مبهم]، لتصل إلى إجمالي 20 جيجاوات في عام 1980.

## تأثير البيئي
تعتبر الطاقة الكهرمائية مصدر طاقة متجدد ونظيف. لكن السدود الكبيرة، مثل سد الممرات الثلاثة أو سد شيلودو، كان لهما تأثيرات بيئية على المناطق المحيطة بخزانات السد. كانت المشاكل المعتادة هي التعرية والفيضان في الأراضي الزراعية وتدمير موائل تربية الأسماك.
كما أدى فيضان مساحات كبيرة من الخزانات إلى إعادة توطين حوالي 15 مليون شخص منذ عام 1949.

## أنظر أيضا
- الطاقة المتجددة في الصين
  - الطاقة الشمسية في الصين
  - طاقة الرياح في الصين